# Hypsometr

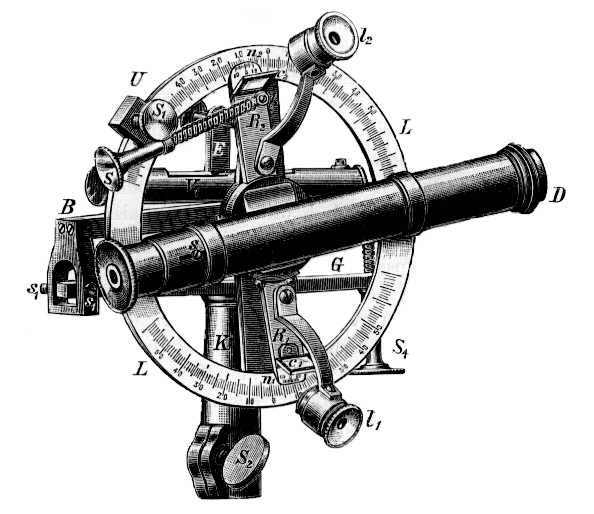
Hypsometr z konce 19. století

Hypsometr (Etymologie: slovo je složeno z řeckých slov ὕψος hypsos – výška a μέτρον metron – měření) byl geodetický přístroj, používaný v 19. a na počátku 20. století k trigonometrickému určování nadmořské výšky bodů, resp. převýšení mezi dvěma body. Poloha těchto bodů musela být již známa. Používal se například během topografických mapování v 19. století. Přístroj se upevňoval na jednoduchý stojan a sestával ze svislého děleného kruhu L s verniery pro odečítání svislých úhlů l1 a l2, dalekohledu D a indexové libely V1. Později byl zcela nahrazen teodolity nebo tachymetry (využívající tachymetrii).

## Jiný význam
V zahraniční literatuře je popsán též hypsometr nebo termohypsometr jako přístroj k určování nadmořské výšky na základě změny atmosférického tlaku. Změna se zjišťuje měřením teploty bodu varu kapaliny (vody) (viz en:hypsometer). Zdrojem této informace je Encyclopædia Britannica, 11. vydání z let 1910–1911. 
Není známo, že by tato metoda byla v českých zemích někdy prakticky použita. Výhodou přístroje je jeho snadnější přenosnost (v porovnání se rtuťovým barometrem), proto bylo jeho užití zaznamenáno koncem 19. století při výpravách do krajů neprobádaných Evropany, např. při výpravě Sven Hedina do Tibetu.